# Hecken-Windenknöterich
Der Hecken-Windenknöterich oder Hecken-Knöterich (Fallopia dumetorum (L.) Holub; Syn.: Polygonum dumetorum L.) ist eine Pflanzenart aus der Gattung der Flügelknöteriche (Fallopia) in der Familie der Knöterichgewächse (Polygonaceae). Sie kommt in den gemäßigten Breiten Eurasiens vor und wächst an Hecken und Gebüschen sowie Waldsäumen und Lichtungen.

## Beschreibung

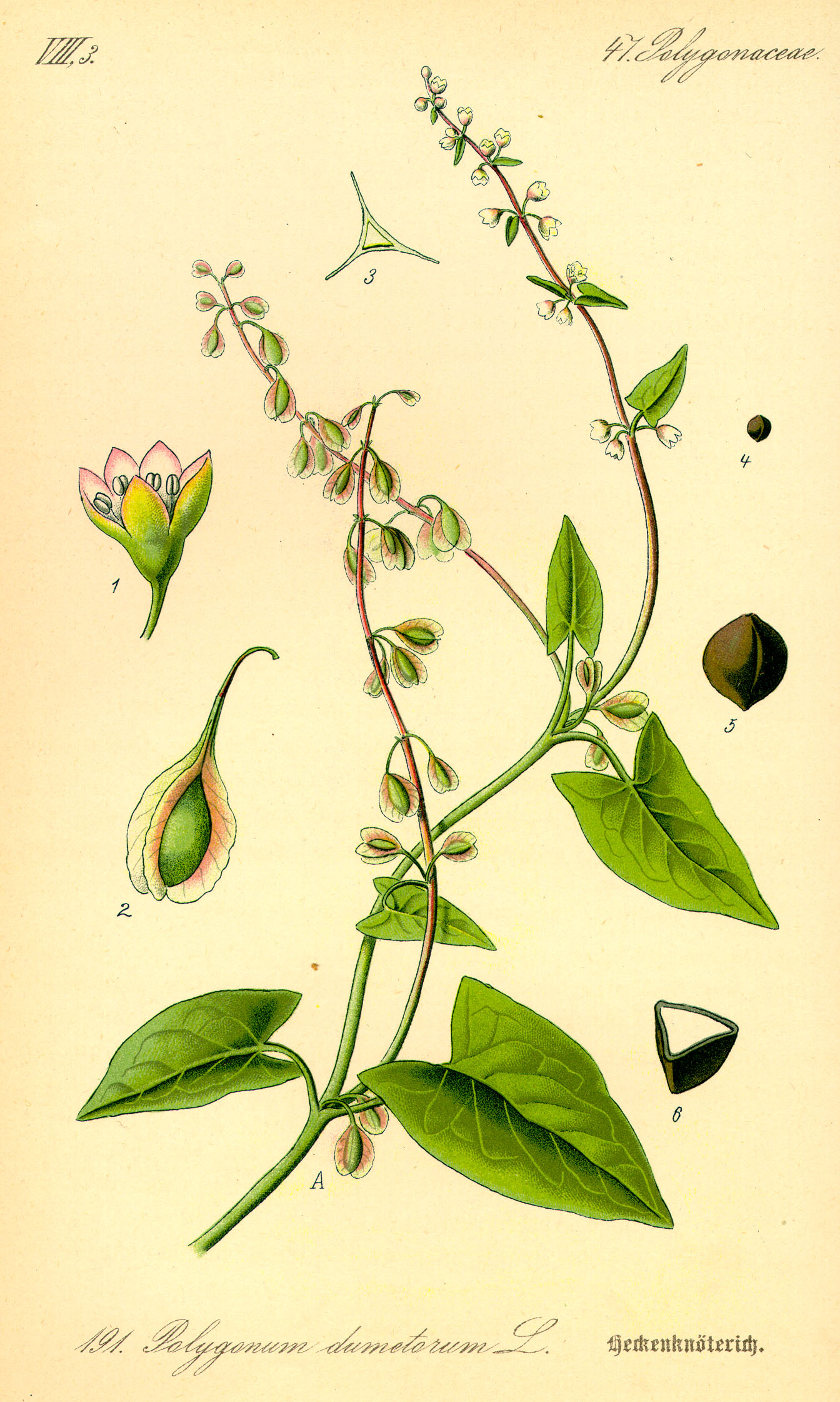
Illustration

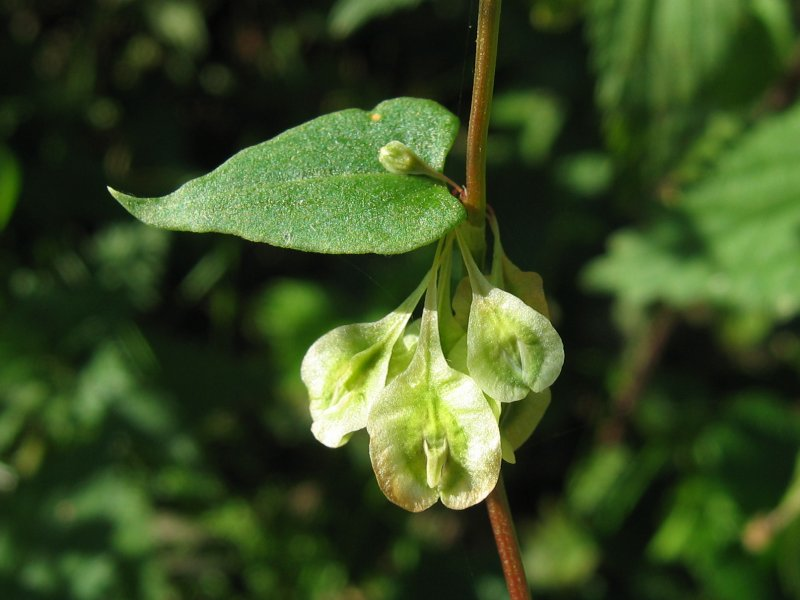
Unreife geflügelte Früchte

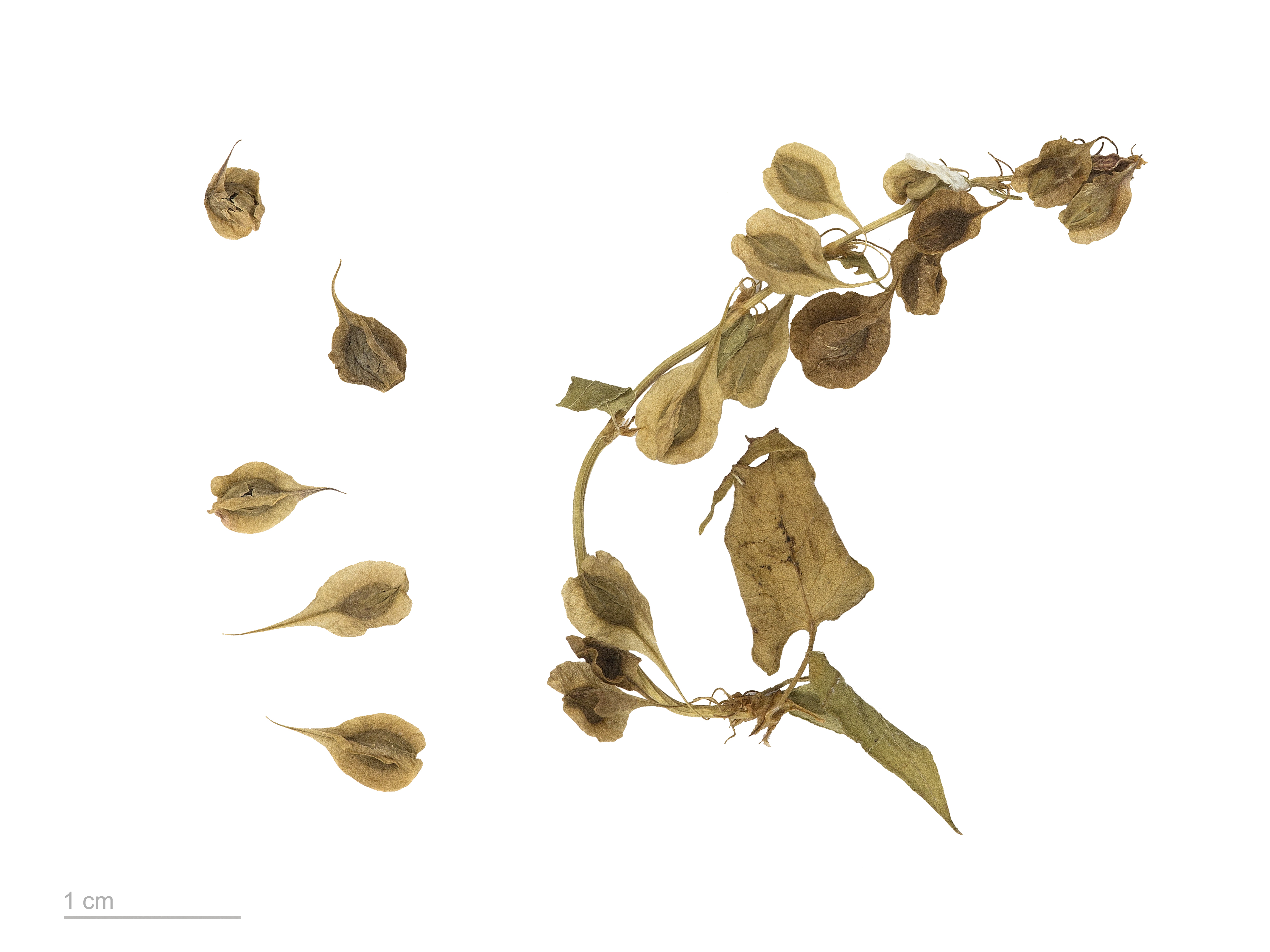
Reife geflügelte Früchte

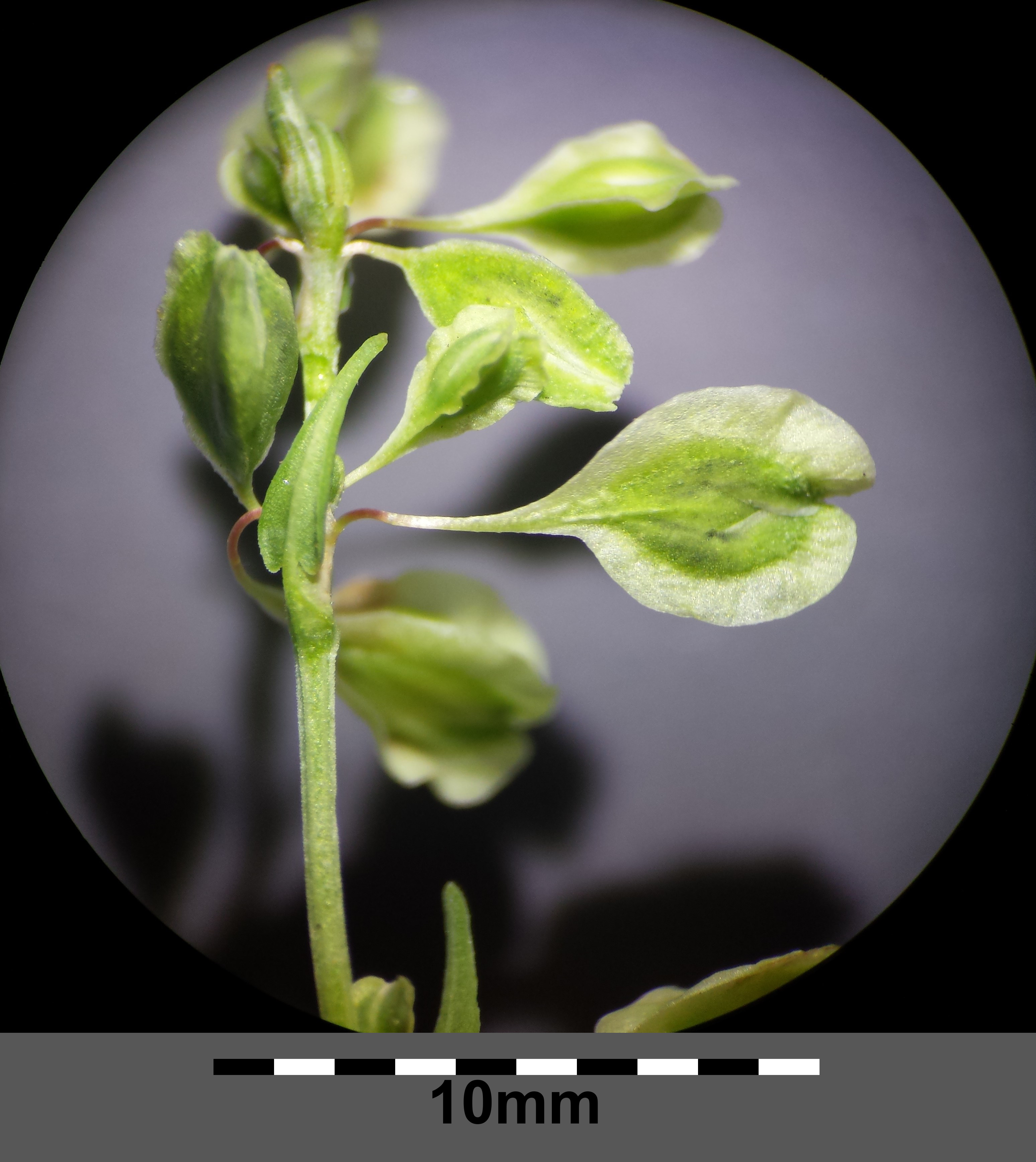
Das die Früchte umgebende Perigon ist drüsenlos und die äußeren Perigonblätter sind breit geflügelt und am Fruchtstiel herablaufend. Dieser ist in oder unterhalb der Mitte gegliedert.

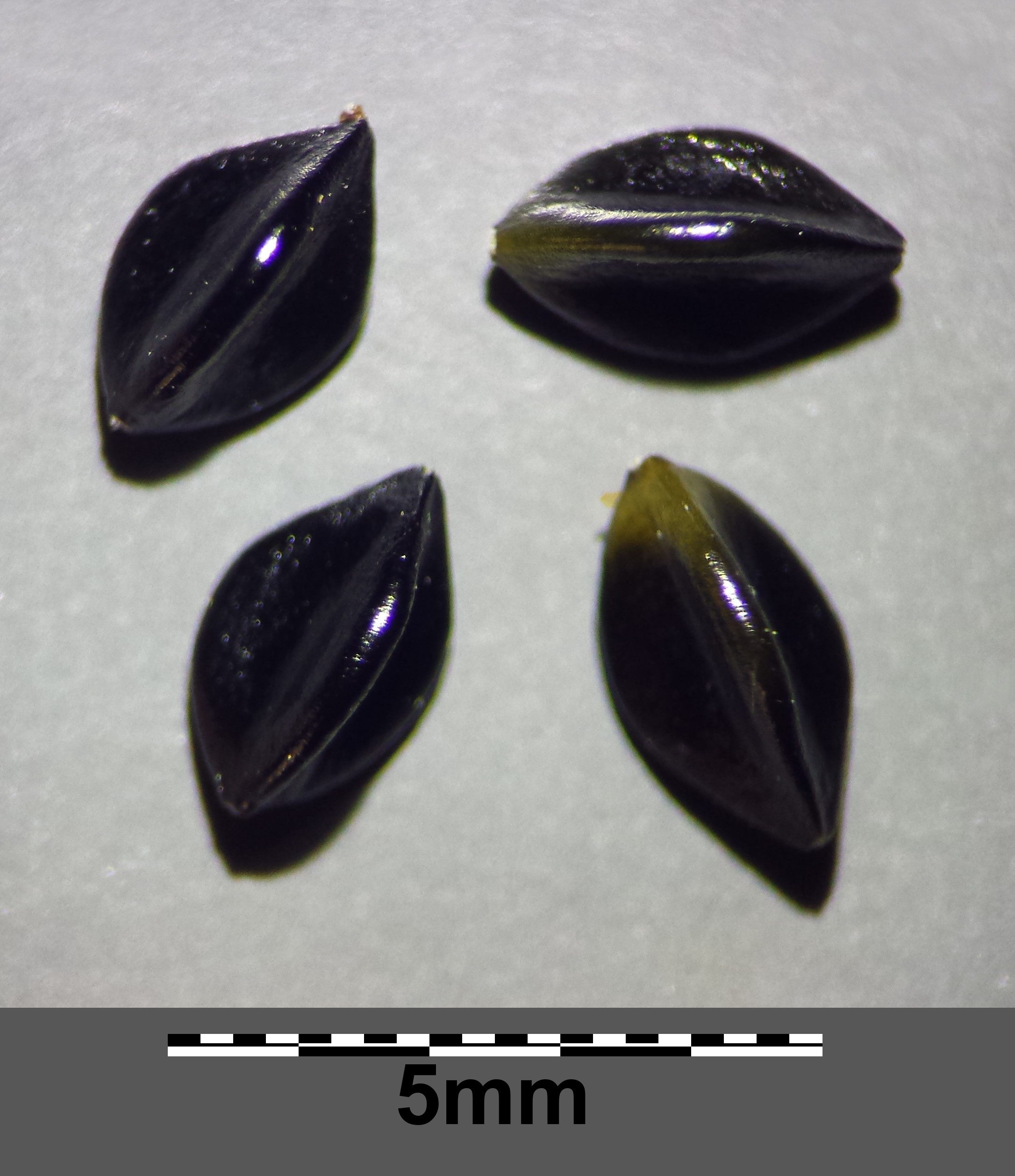
Die Früchte sind glatt und glänzend.

Fallopia dumetorum ist eine einjährige, krautige Pflanze. Der meist 60 bis 150 Zentimeter, seltener bis zu 3 Meter lange Stängel wächst kriechend und kletternd und rechts-windend; er ist im Unterschied zum recht ähnlichen Windenknöterich (Fallopia convolvulus) rund und glatt. Alle Pflanzenteile sind kahl. Die Wurzel ist spindelförmig. Die Laubblätter sind in Blattstiel und Blattspreite gegliedert. Am Grunde des Blattstiels findet sich eine Nektargrube. Die Blattspreite ist länglich zugespitzt und am Spreitengrund pfeilförmig bis herzförmig gebuchtet mit zwei seitlichen, dreieckigen oder abgerundeten Lappen.
Die Blütezeit liegt zwischen Juli und September. Die lockeren, seiten- oder endständigen und scheinährigen Blütenstände enthalten zwei bis fünf Blüten. Die 5 bis 8 Millimeter langen Blütenstiele sind unterhalb der Mitte gegliedert. Die Blütenhülle ist zur Fruchtzeit 7 bis 9 Millimeter lang. Die grün-weißlichen, braunen oder rötlichen, 1 bis 3 Millimeter breiten Blütenhüllblätter sind drüsenlos und kahl. Die drei äußeren sind häutig geflügelt, wobei die Flügel am oberen Ende abgerundet sind sowie an ihrer Basis etwas am Stiel herablaufen. Die – im Unterschied zu Fallopia convolvulus – glatte, glänzende und schwarze Nuss ist 2,5 bis 3 Millimeter lang und dreiseitig mit abgerundeten Kanten und fällt mit dem oberen Teil des Blütenstandes ab.
Die Chromosomenzahl beträgt 2n = 20.

## Ökologie
Als Spreizklimmer bildet der Hecken-Windenknöterich oft dickichtartige Pflanzenbestände. Bemerkenswerterweise gehört er zu den wenigen Pflanzenarten, die sowohl rechts- als auch linksherum winden können, dies ist sogar bei demselben Exemplar möglich.
Die homogamen Blüten sind nur bei Sonnenschein ausgebreitet. Anfangs erfolgt nur Insektenbestäubung, später ist jedoch spontane Selbstbestäubung möglich.
Wegen der geflügelten, bleibenden Perigonblätter erfolgt Windausbreitung der Früchte als Drehflügler.

## Vorkommen

### Verbreitung
Der Hecken-Windenknöterich kommt in den gemäßigten Breiten Eurasiens vor. In Europa reicht die Verbreitung nordwärts bis Südschweden, in Asien ostwärts bis nach Nordostchina und ins Amurgebiet. In Mitteleuropa ist der Hecken-Windenknöterich im Norddeutschen Tiefland verbreitet bis häufig. In Mitteldeutschland kommt er in Niederungen und im Hügelland vor, im Bergland ist er selten. In Süddeutschland kommt er vor allem in Flusstälern mit warmem Klima (z. B. an Oberrhein und Neckar) vor und ist in großen anderen Gebieten sehr selten (z. B. südlich der Donau). An einzelnen Stellen reicht das Vorkommen bis in die Voralpen.  Der Hecken-Windenknöterich kommt in den Alpen  bisweilen in Höhenlagen von bis zu 1250 Meter (Kanton Wallis) vor.
In Nordamerika wurde der Hecken-Windenknöterich eingeführt und kommt dort in der Osthälfte der Vereinigten Staaten und im südöstlichen Kanada vor. Da Fallopia dumetorum oft mit Fallopia scandens verwechselt wird, sind Verbreitungsangaben recht unzuverlässig und das Artareal wird vermutlich in der Größe meist überschätzt.

### Standorte und Vergesellschaftung
In Mitteleuropa kommt der Hecken-Windenknöterich zerstreut bis häufig an Hecken und Gebüschen sowie Waldsäumen und Lichtungen vor. Er wächst auf meist frischen, nährstoffreicheren Standorten mit kalkarmen bis kalkreichen Sand- und Lehmböden. Oft ist die Art in Ufergebüschen und Auwäldern zu finden. Dort bildet sie teils mit anderen Kletterpflanzen undurchdringliche Dickichte (verdämmend wirkende Schleiergesellschaften).
Der Hecken-Windenknöterich ist oft entweder mit Kletten-Labkraut und Taubenkropf oder mit Hopfen, Großer Brennnessel, Kratzbeere, Vogel-Wicke, Wiesen-Platterbse, Echter Zaunwinde und der Rotfrüchtigen Zaunrübe vergesellschaftet. Bisweilen bildet er auf feuchten, graslosen Böden die einzige Vegetation, in der sich dann auch die Gemeine Nachtkerze findet. Er ist in Mitteleuropa eine Charakterart der Gesellschaften des Verbands Alliarion, kommt aber auch in anderen Gesellschaften der Unterklasse Galio-Urticenea vor.

## Taxonomie
Diese Art wurde durch Carl von Linné 1762 in Species Plantarum, Editio Secunda, 1, S. 522 unter dem Namen Polygonum dumetorum erstveröffentlicht. Josef Holub stellte sie 1971 in Folia Geobotanica et Phytotaxonomica, 6 (1), S. 176 in die Gattung Fallopia. Weitere Synonyme für Fallopia dumetorum (L.) Holub sind: Bilderdykia scandens (L.) Greene var. dumetorum (L.) Dum., Polygonum scandens var. dumetorum (L.) Gleason, Reynoutria scandens var. dumetorum (L.) Shinners, Tiniaria dumetorum (L.) Opiz.